# Iryanthera ulei
Iryanthera ulei es una planta de la familia Myristicaceae, nativa de la Amazonia.
Árbol de 10 a 15 m de alto. La corteza, el tronco y su exudado rojo translúcido contienen alcaloides de triptamina, enteógenos. Los frutos brotan del tallo, son amarillos o rojos y tienen arilos comestibles.